# Fudge

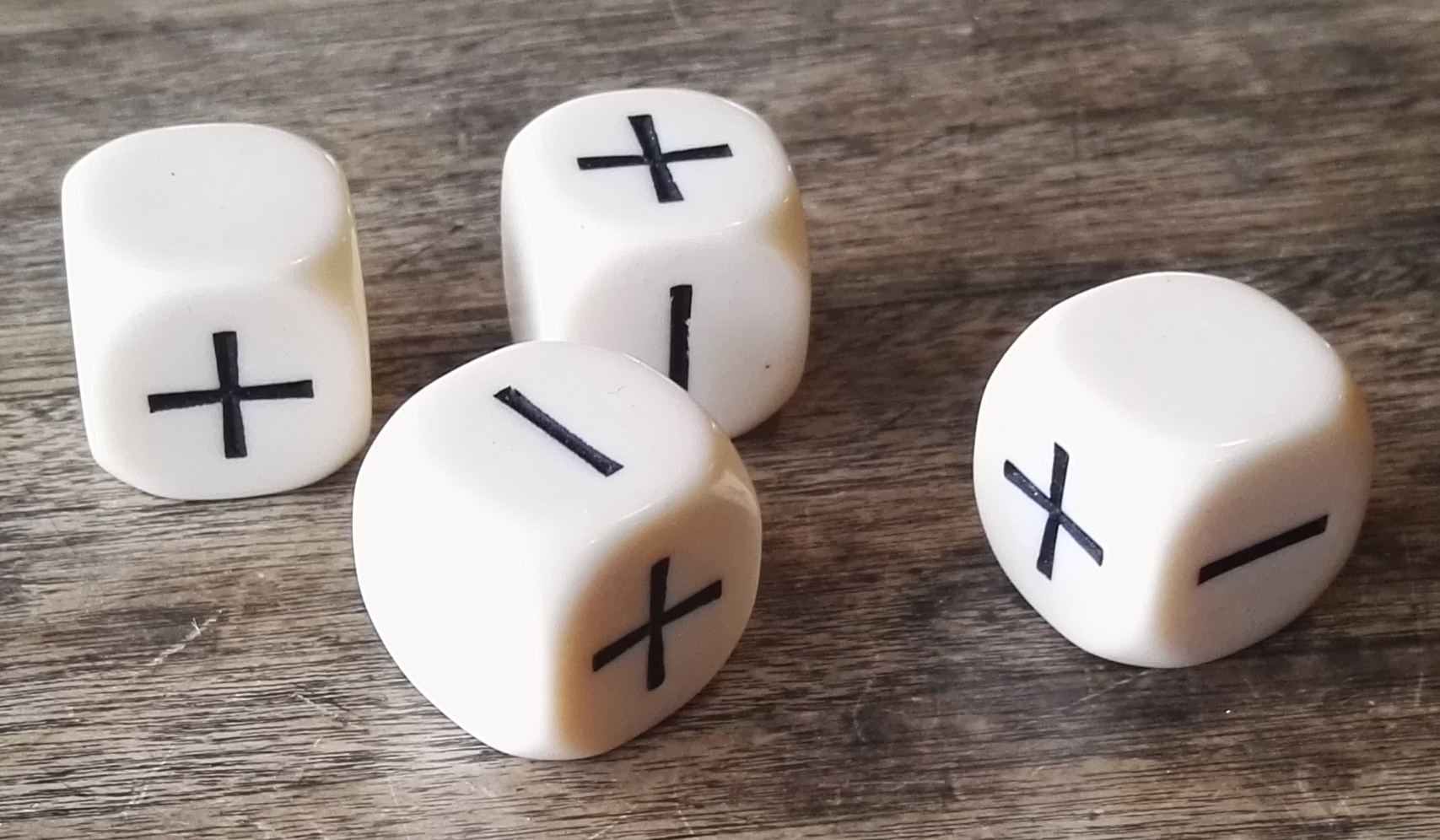
Zestaw kości Fudge

Fudge (ang. Freeform Useful Do-it-yourself Gaming Engine) – uniwersalny system (mechanika) gier fabularnych (RPG), stworzony przez Steffana O'Sullivana, dostępny na licencji OGL (Open Game Licence).

## Charakterystyka systemu
System nie używa współczynników liczbowych dla określania statystyki bohaterów. Zamiast tego stosuje się następujące wartości opisowe:
- Wspaniały (org. Superb)
- Bardzo Dobry (org. Great)
- Dobry (org. Good)
- Przeciętny (org. Fair)
- Słaby (org. Mediocre)
- Bardzo Słaby (org. Poor)
- Fatalny (org. Terrible)

Testy są uproszczone, a rozstrzyga się je za pomocą rzutu kośćmi FUDGE. Są to sześciany posiadające na dwóch ściankach znak „+”, na dwóch „-” i na dwóch „0” (lub puste ścianki).
Dzięki prostocie i szkicowości zasad, system można łatwo zmodyfikować i dostosować do różnych konwencji.